# 烏來區
24°51′55″N 121°33′02″E / 24.865296°N 121.550531°E

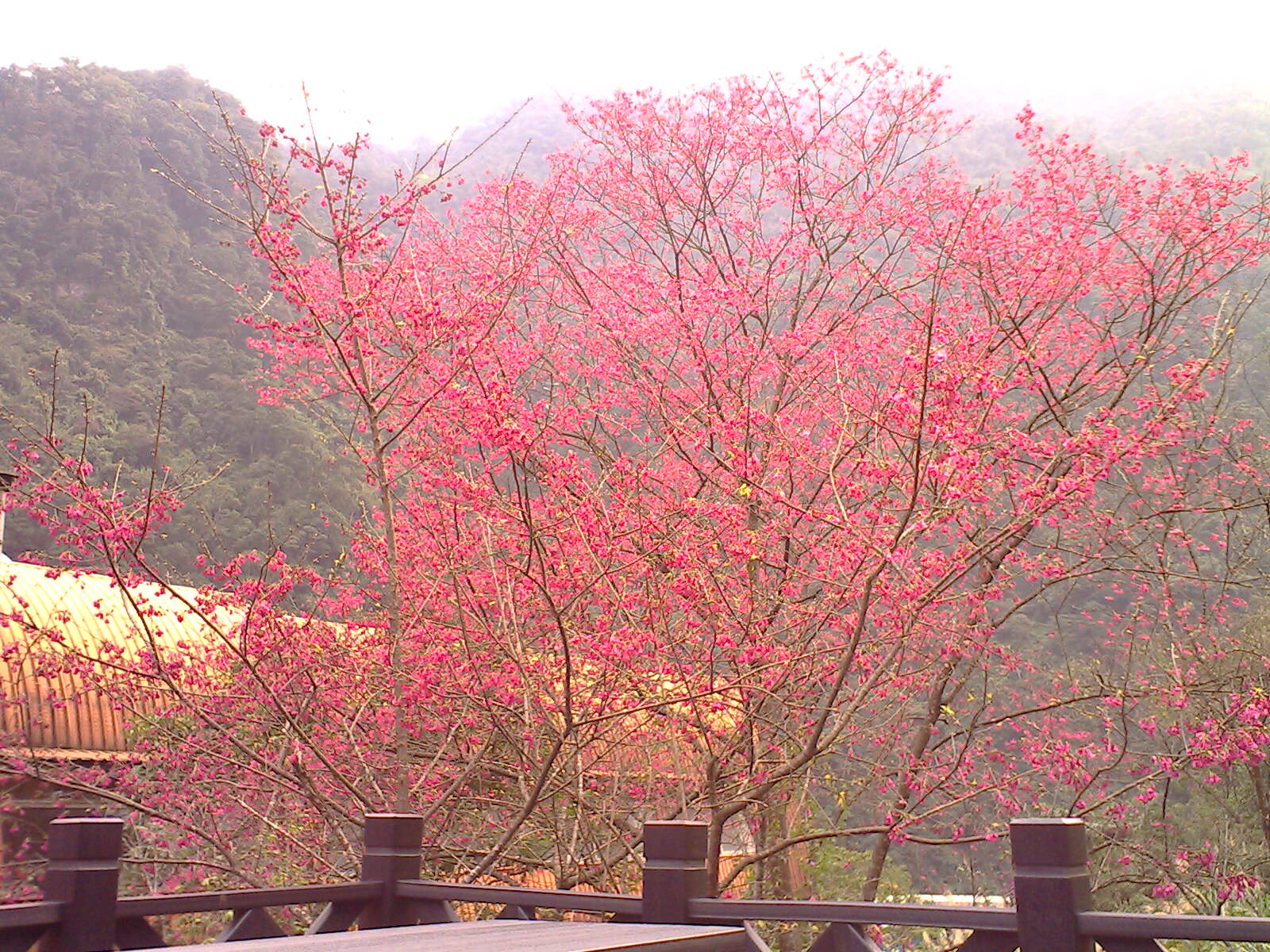
烏來櫻花

烏來區，前身「烏來鄉」，位於臺灣新北市最南端，新北市唯一的直轄市山地原住民區，為臺灣地理位置最北的原住民行政區，亦為南島語系分布最北邊的部落。全境面積約為321平方公里，人口密度每平方公里約20人，是新北市面積最大、人口密度最低的行政區。
全境地處雪山山脈西北側，境內多山。居民主要族群為漢人與泰雅族，觀光旅遊以溫泉及山櫻花著稱:103。

## 歷史沿革

### 地名由來
烏來區區名源自泰雅語的「Ulay」，意為「水很燙要小心」（Kiluh-ulay）:254。

### 清治時期
清領時期至日治時期間，烏來區的泰雅族人被稱為「屈尺群」、「屈尺番」，源於所居地位屈尺之南。依照廖守臣有關遷移史之論述，烏來泰雅族屈尺群組社有三：李茂岸社、塔拉南社（大羅蘭）及札亞孔社（茶墾），乃以烏來區福山里為發源點擴展出去。

### 日治時期
明治28年（1895年）日本領台後，由陸軍局發行之「台灣蕃地圖」，記載屈尺群有八個社，分別為後坑仔社、納仔社、大舌社、湯裡社、夾精社、內枋山社、外枋山社、林望眼社，通稱內外馬來大八社。明治30年（1897年）為台北通往宜蘭鐵路建設計畫進行調查，派遣探險隊進入烏來，完成後由橫山壯次郎技師呈報「蕃地探險報告書」中，說明烏來有四個蕃社：ウライ社、ラガー社、枋山社以及林望眼社。後劃為台北州文山郡直轄的原住民蕃地。

### 戰後時期
日本投降後，1945年改制為臺北縣烏來鄉（但轄區與文山郡的蕃地範圍，略有變動）。
2010年12月25日，臺北縣改制為直轄市並改名為新北市，臺北縣烏來鄉也配合改制成新北市烏來區，失去原本作為鄉所具有的地方自治權和地方自治團體地位。2014年12月25日，配合《地方制度法》修正，賦予直轄市山地原住民區地方自治權，烏來區再次改制為具有公法人地位的地方自治團體，成為新北市轄域內唯一一個區民可選舉區長與區民代表的市轄區。

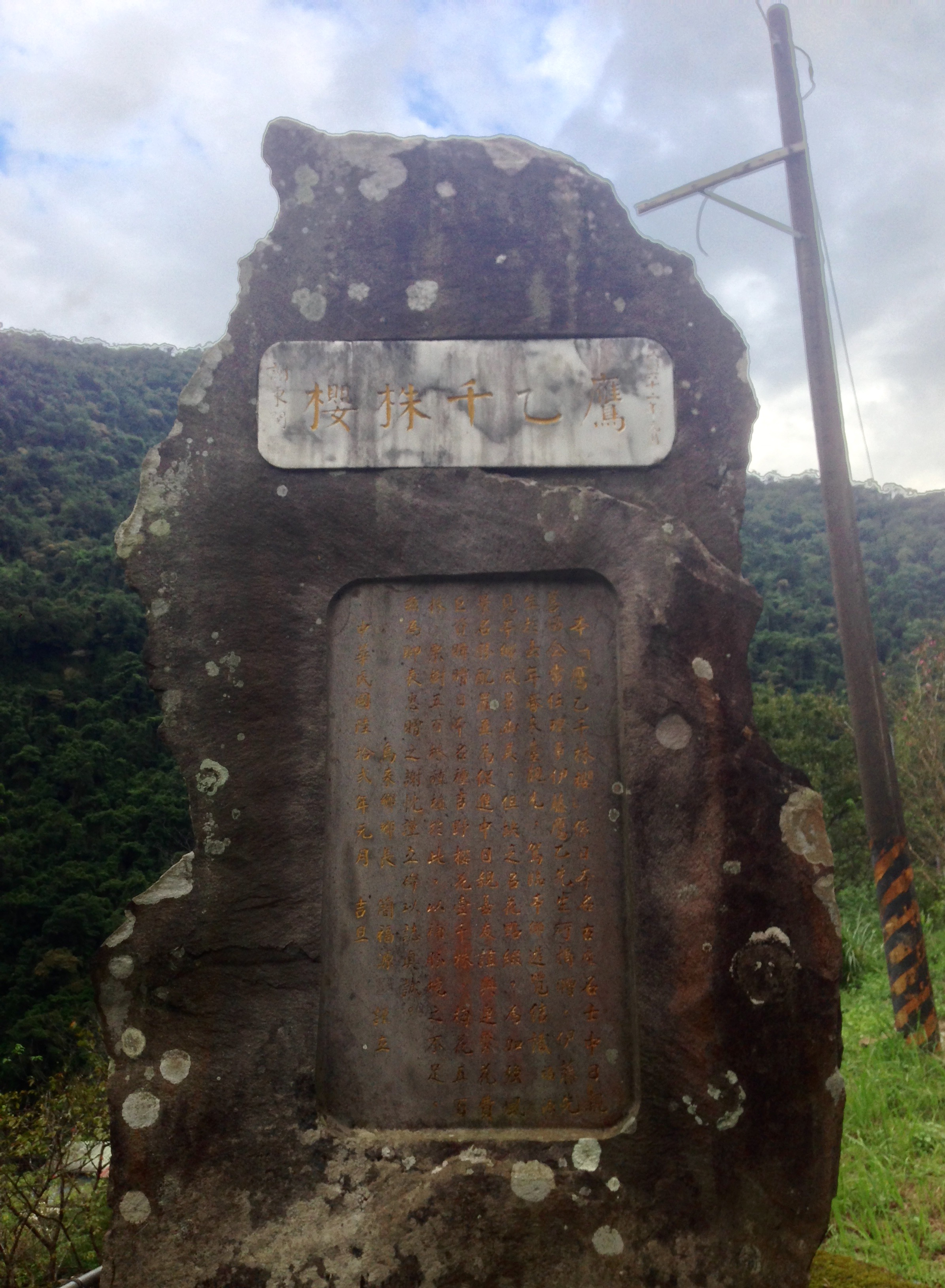
鷹乙千株櫻碑，位在環山路靠近那魯灣飯店斜坡上，是紀念1973年時贈送一千株吉野櫻、五百株梅花給烏來的伊藤鷹乙。

2020年1月2日，一架隸屬中華民國空軍救護隊的UH-60M黑鷹直升機失事墜毀於新北市烏來區烘爐地山桶後溪溪谷，機上13名機組員及乘客中有8人死亡，其中包含時任中華民國參謀總長沈一鳴空軍上將、國防部政治作戰局副局長于親文空軍少將及國防部總士官督導長韓正宏陸軍士官長等中華民國國軍高階將領。

## 地理

### 位置與地形
烏來區位於新北市最南端，東北邊以烘爐地山、羅宏山、大桶山與坪林區、石碇區交界，北邊則以大桶山、四明山與新店區為界，西北方由卡保山、樂佩山、北插天山與三峽區相鄰，西南則是以北插天山、魯培山、拉拉山、塔曼山、巴博庫魯山與桃園市復興區相鄰；東南由雪山山脈之巴博庫魯山、棲蘭山、拳頭母山、阿玉山、烘爐地山與宜蘭縣礁溪鄉、員山鄉、三星鄉及大同鄉交界。地質上屬於古近紀及新近紀亞變質岩區，厚層硬頁岩夾薄層粉砂岩的乾溝層，呈典型幼年期河谷地形，多峽谷斷崖及瀑布。

### 水系
烏來區水系屬南勢溪流域，南勢溪源自雪山山脈主脊的棲蘭山、拳頭母山間之松蘿湖。南勢溪總長45公里，支流包括哈盆溪、扎孔溪、大羅南溪、內洞溪、桶後溪、加九寮溪和烏來溪（雲仙樂園）。

### 人口
根據新北市政府民政局統計，2024年底烏來區戶數約1.9千戶，人口約6.3千人，每戶人口約3.30人，是新北市每戶人口數最高的行政區，區內人口最多與最少的里分別是烏來里與孝義里，2024年底兩里人口分別為2,803人與244人。
烏來區雖然屬於直轄市山地原住民區，但其境內的漢人人口自二戰結束後一直多於原住民人口:88。其中2019年底該區原住民人口計有2,926人，不及當年全區總人口的一半。烏來區各原住民族群中，人口最多的族群為泰雅族，並以41.19%佔大多數，第二多的族群為阿美族，僅佔2.16%。

## 政治
依照《地方制度法》，烏來區係直轄市山地原住民區，為具有公法人地位的地方自治團體，與新北市其他市轄區的性質並不相同，享有相當於鄉鎮市的地方自治權，烏來區公所為其自治事項之行政機關，而非新北市政府的派出機關，並設置烏來區民代表會作為其自治事項之立法機關。

### 歷任首長
鄉長
- 1-2高山光（1912-1989）
- 3陳志良
- 4高山光
- 5周志朗（1922-1993）
- 6-7簡福源（1931-2009）
- 8-9林紅隆（1937-2021）
- 10-11林義長（1949-2020）
- 12-13張娛樂（1949-2002）
- 13（代理）林昭賢
- 14張金榮（1951-）
- 15張雲龍（1946-2018）
- 15（代理）鍾鼎昌
- 15（補選）張金榮
- 15（代理）黃麗足
- 15（代理）朱子孟
- 15（代理）周繼雄

區長
| 任次   | 姓名   | 備註 |
| ------ | ------ | ---- |
| 第一任 | 周守信 | 官派 |
| 第二任 | 楊正斌 | 官派 |
| 第三任 | 高富貫 | 民選 |
| 第四任 | 周守信 | 民選 |
| 第五任 | 周至剛 | 民選 |

### 區政組織
烏來區公所是烏來區最高層級的地方行政機關，在中華民國政府架構中為直轄市山地原住民區自治的行政機關，同時負責執行市政府及中央機關委辦事項，烏來區的自治監督機關為新北市政府。区长由全體區民直接選舉產生，任期為四年，可連選連任一次。烏來區公所並置區務會議，為區政最高決策機構，在區長之下，設有4課3室等7個內部單位及1個附屬機關。
烏來區民代表會是烏來區的最高民意機關，代表烏來區全體區民立法和監察區政。區民代表由公民直選選出，任期為四年，可連選連任。烏來區民代表會共有7位區民代表，分別為第一選區2席區民代表、第二選區3席區民代表、第三選區1席區民代表、第四選區1席區民代表，主席、副主席由7位區民代表互選產生。

### 行政區
現今烏來區行政範圍的確立，來自於1920年，日本將臺灣十二廳改為五州二廳，設蕃地屬臺北州文山郡，全境分為烏來、桶壁、蚋哮、阿玉、李茂岸等5個社。1945年，改為「烏來鄉」，屬臺北縣文山區。1949年3月，烏來鄉改隸臺北縣北峰區。1950年，裁撤區署，烏來鄉改直隸於臺北縣:141。2010年12月25日，臺北縣改制為直轄市，烏來鄉改制為市轄區「烏來區」，隸屬新北市。烏來區的行政區劃轄有忠治里、烏來里、孝義里、信賢里、褔山里等5個里，共計43鄰。

## 交通
烏來無空運及鐵路，河流流量亦不大不便行船，故以道路為主要交通方式:128，其中也包含可自台北市、新店直達的公車。

### 公路
烏來最早之道路為山間獵徑，日治時期日本人首先為鎮壓原住民而開鑿隘勇路線及理蕃幹道，後為取得自然資源（樟腦、珍貴木材、茶葉、水力發電等）而設置輕便鐵道和汽車道路，戰後因林業發展有部分輕便軌道改為道路，觀光業也使舊道路得以拓寬、美化。該區之道路名稱係民國85年（1996年）12月1日後由戶政單位制訂:128－129:249。
- 台9甲線：新烏公路（忠治－烏來街區）、孝義產業道路（烏來街區－孝義）
- 北107線：烏來街區－烏來瀑布（溫泉街）－信賢－福山（信福路）
  - 北107-1線：烏來觀光大橋－烏來街區西部－野要－烏來瀑布（環山路）

其餘道路見烏來區道路列表

### 公車
- 849 烏來─台北車站（新店客運）[16]

### 台車
- 烏來台車 烏來－瀑布

### 纜車
- 烏來空中纜車 瀑布－雲仙樂園

## 公共設施
警政
- 新北市政府警察局新店分局
  - 新店分局交通分隊
  - 烏來分駐所
  - 德拉楠派出所（原福山派出所）
  - 哪哮派出所（原信賢派出所）
  - 孝義派出所
  - 桶壁派出所（原忠治派出所）

## 教育

### 國民中學
- 新北市立烏來國民中小學

### 國民小學
- 新北市立烏來國民中小學（國小部）
- 新北市立德拉楠民族實驗小學（福山國民小學）

### 幼兒園
- 新北市立烏來國民中小學附設幼兒園

### 圖書館
- 新北市立圖書館烏來區立圖書館

## 旅遊

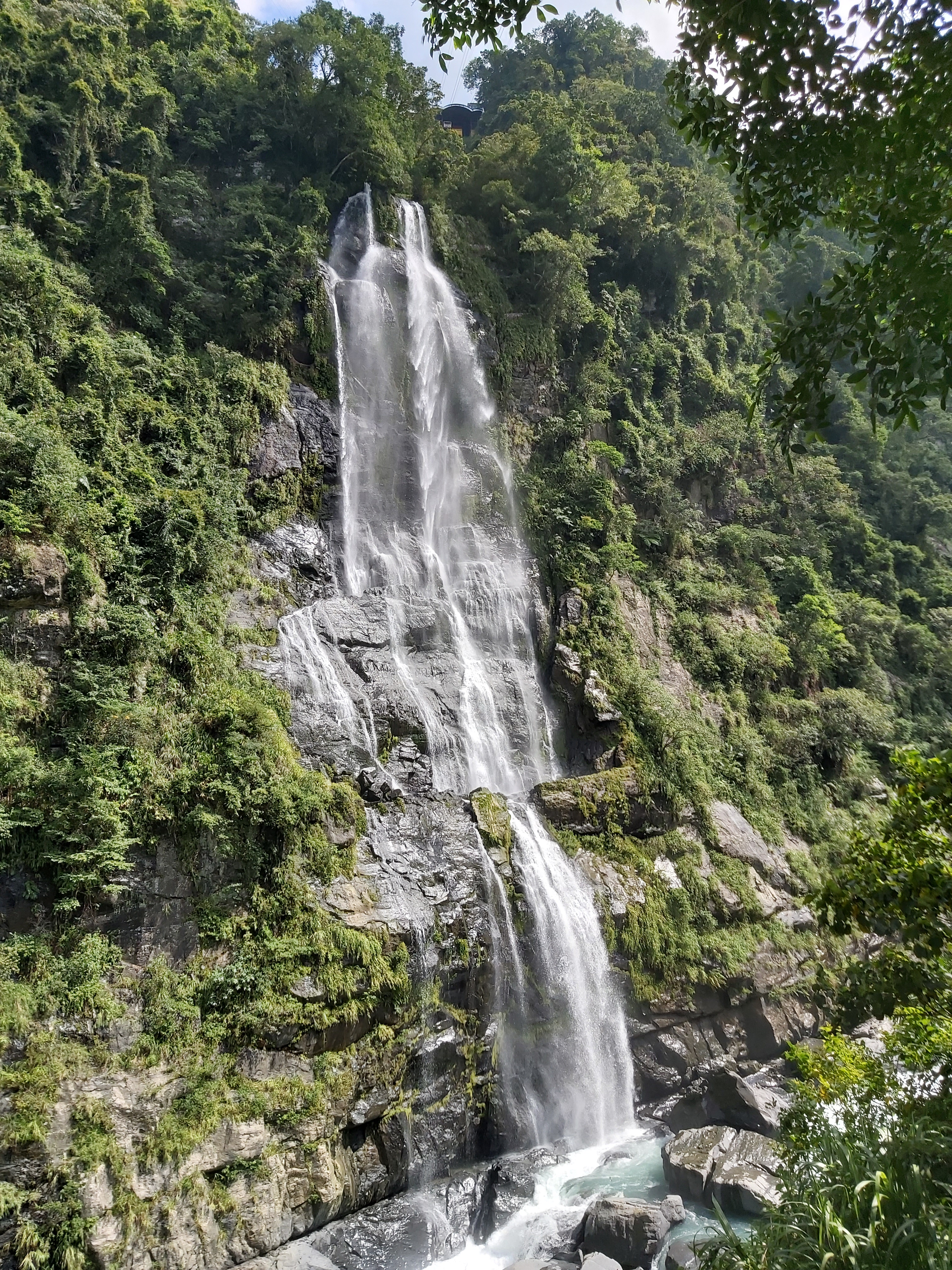
烏來瀑布

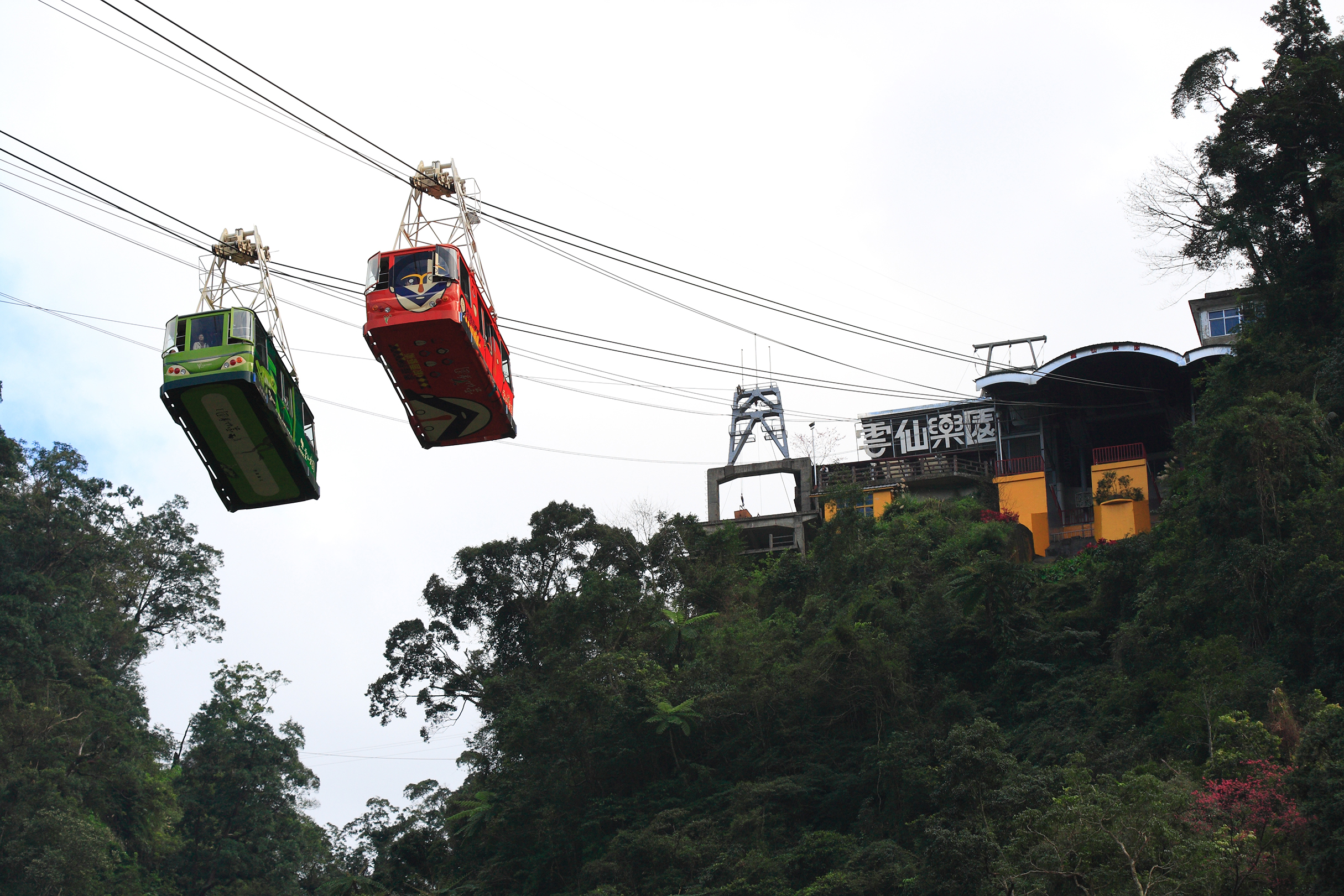
雲仙樂園與空中纜車

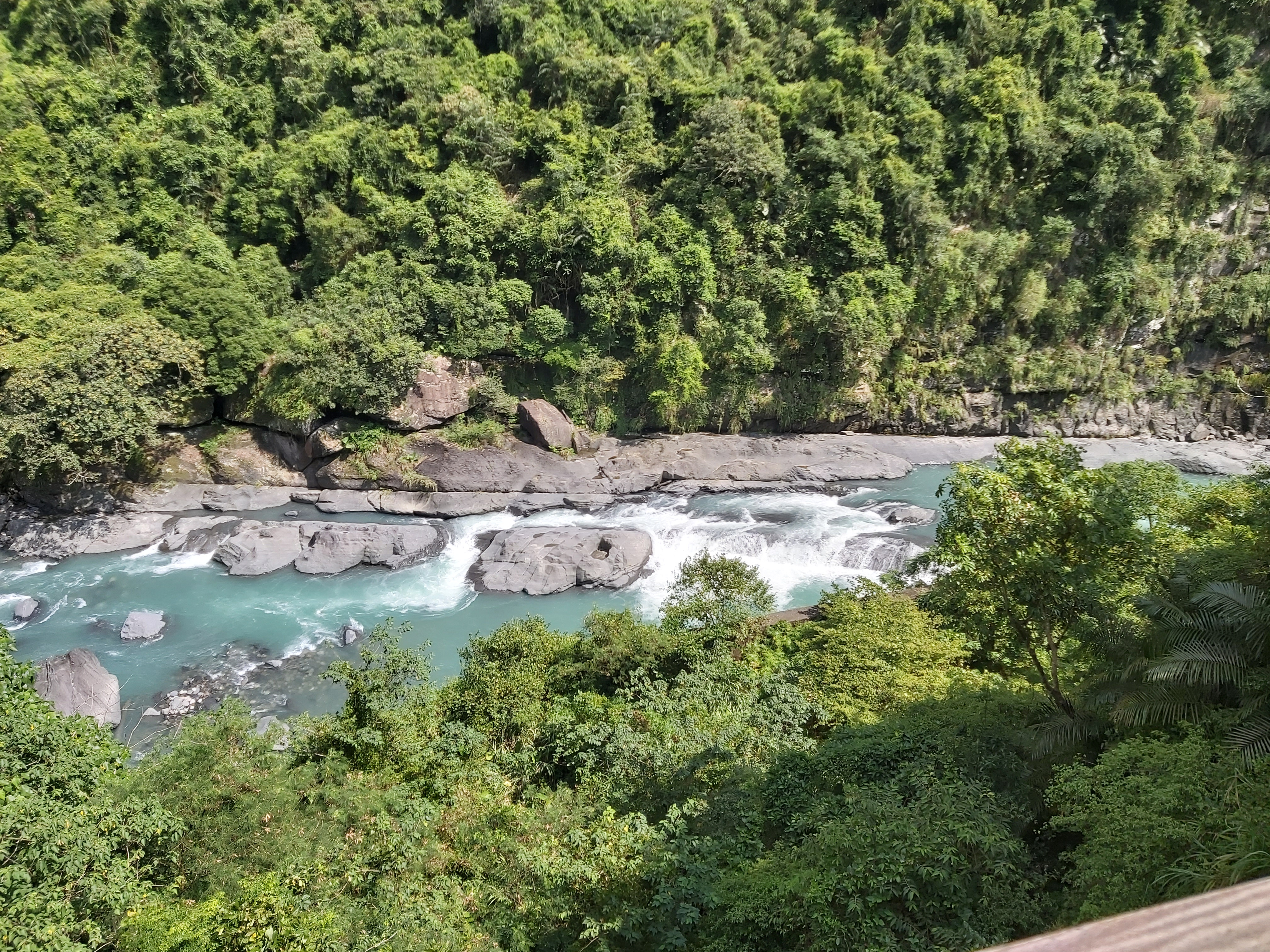
南勢溪溪谷

烏來的旅遊資源相當豐富，除了自然環境之外，風土民情也是觀光客造訪的重點之一。台北市巨量觀光客的注入，使烏來溫泉建築物過度開發，既有業者品質良莠不齊，歷史老泉名聲的確保有待更嚴謹制度管理。除了現代化力量造成原住民文化淪為博物館化外，觀光污染更挑戰管理能力不大的部落。人類活動為最大破壞因子，脆弱生態如何不被殺雞取卵，有賴公民智慧與覺醒。

### 泰雅文化（賽考利克群-馬立巴系統）
烏來區是原住民泰雅族的聚居地，所以許多建築或景點都少不了原住民風俗的點綴。例如道路上就有仿原住民人物的雕塑創作。

### 溫泉
烏來溫泉的發展可追溯自日治初期，1903年深坑長單野英清於南勢溪谷發現後，設置了烏來蕃務史員駐住所浴場；此外軍事後援組織的「愛國婦人會台灣支部」也在日治時期從事溫泉經營:103。
烏來出名的原因自然少不了溫泉。由於溫泉的發現，使當地旅遊業蓬勃發展，在街上隨處可見溫泉飯店或是提供泡湯服務的商家，甚至連部分山產店也順便做起了這個生意。

### 烏來瀑布與雲仙樂園
烏來瀑布，又稱雲仙瀑布，是新北市最高的瀑布，也是觀光客到訪烏來矚目的焦點。除了瀑布之外，上方另闢有雲仙樂園，需搭乘烏來空中纜車前往。
雲仙樂園是建造於瀑布上方溪谷的森林遊樂區，園區建有飯店、林蔭步道，附設射箭場、漆彈場、游泳池等設施。其另一個特色在於交通，樂園與對面主要聚落沒有橋樑可供互通，只有透過空中纜車才能往返聚落與樂園，一般觀光客需購票搭乘。烏來溪及其支流縱橫山谷與水瀑之間，成為各種生物遷徙與棲息的生態廊道，潺潺溪水穿越了茂密森林與人工濕地，造就園區的生物多樣性。雲仙樂園自2013年取得環境教育場所執照，藉由推廣體驗、認識、欣賞自然環境以促進愛護生命與珍惜環境的行動力，園區另會邀請原住民公演以活化園區。

### 遊仙峽
烏來至瀑布間的南勢溪谷，有深谷峭壁之勝，日治時代以來有遊仙峽之美譽。

### 烏來老街
泰雅族為烏來地區的原住民。進行商業活動的烏來老街的店家招牌採用統一風格，使風貌盡可能一致。山產料理手工藝品，讓老街別具一番風味。每到泡湯及賞櫻的旺季，整條街人聲雜沓，瀰漫著溫泉玉米、山豬肉、小米香腸、溫泉蛋、竹筒飯、月桃飯等美食的香氣。

### 其他景點
- 烏來台車
- 文山農場
- 松蘿湖
- 大納農場
- 洪荒峽
- 烏來林業生活館
- 烏來瀑布公園及商圈
- 烏來鳳蝶蝶道
- 信賢吊橋及信賢步道
- 內洞國家森林遊樂區
- 紅河谷（越嶺古道）
- 哈盆營地
- 福巴越嶺古道
- 桶後越嶺古道
- 烏來風景特定區
- 烏來種籽親子實小
- 烏來泰雅民族博物館
- 哈盆自然保留區（因2015年蘇迪勒颱風，而產生土石流，全都不復見。）
- 新北市立圖書館烏來分館
- 五重溪瀑布
- 福山賞魚步道與景觀橋
- 烏來龍太宮 (知名藝人阿西的老婆所開的宮廟)

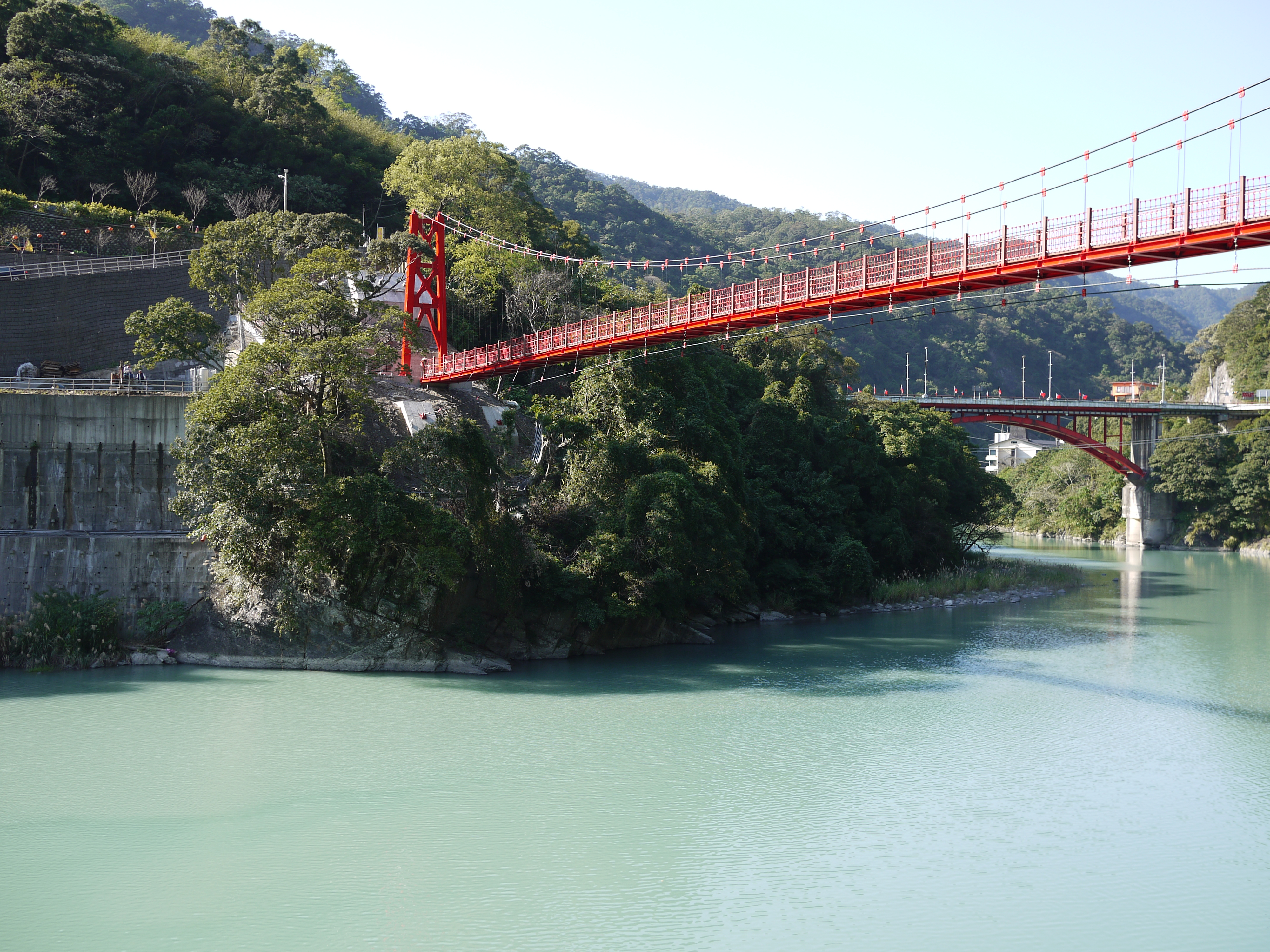
烏來吊橋與觀光大橋
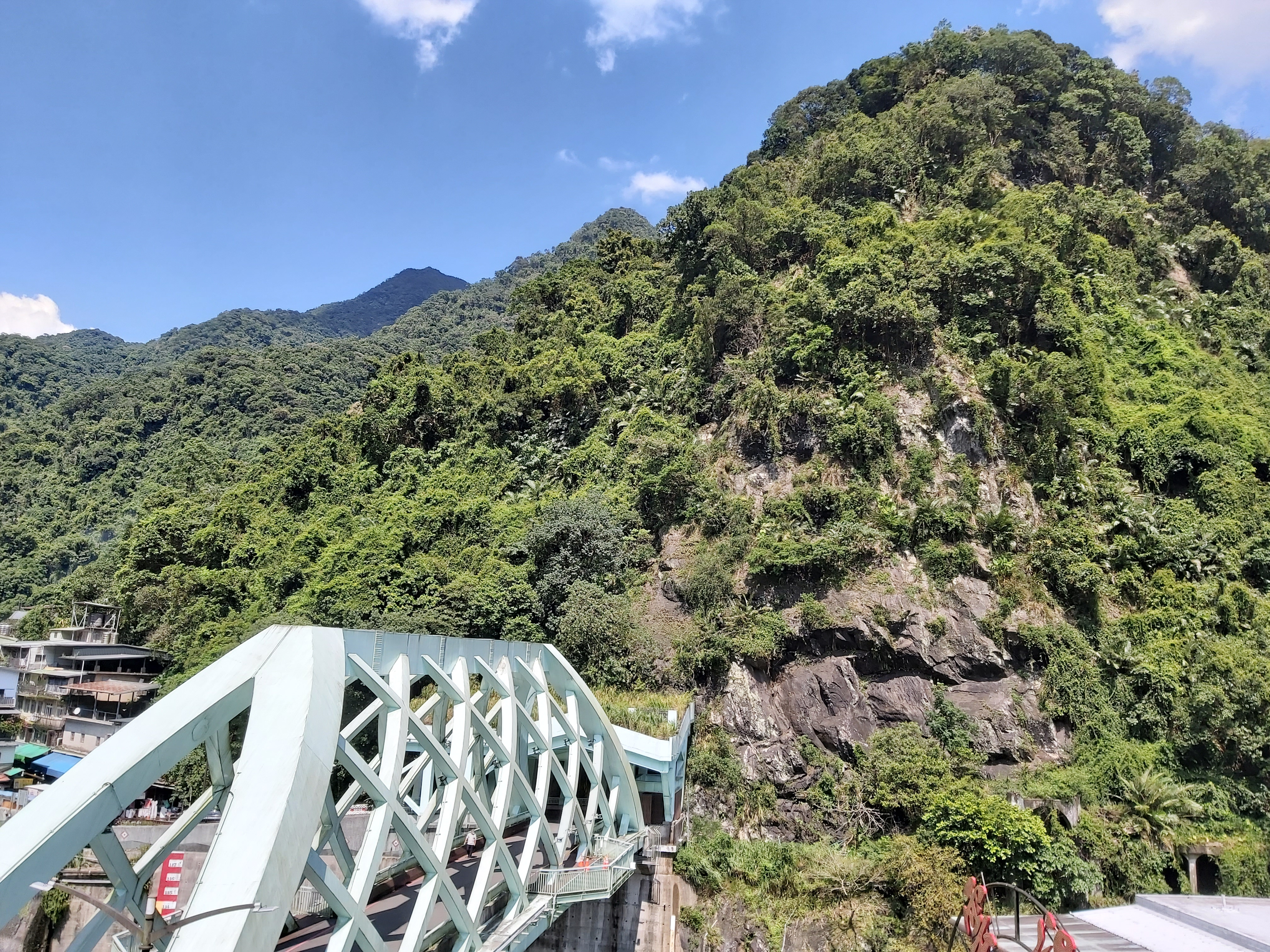
烏來覧勝大橋
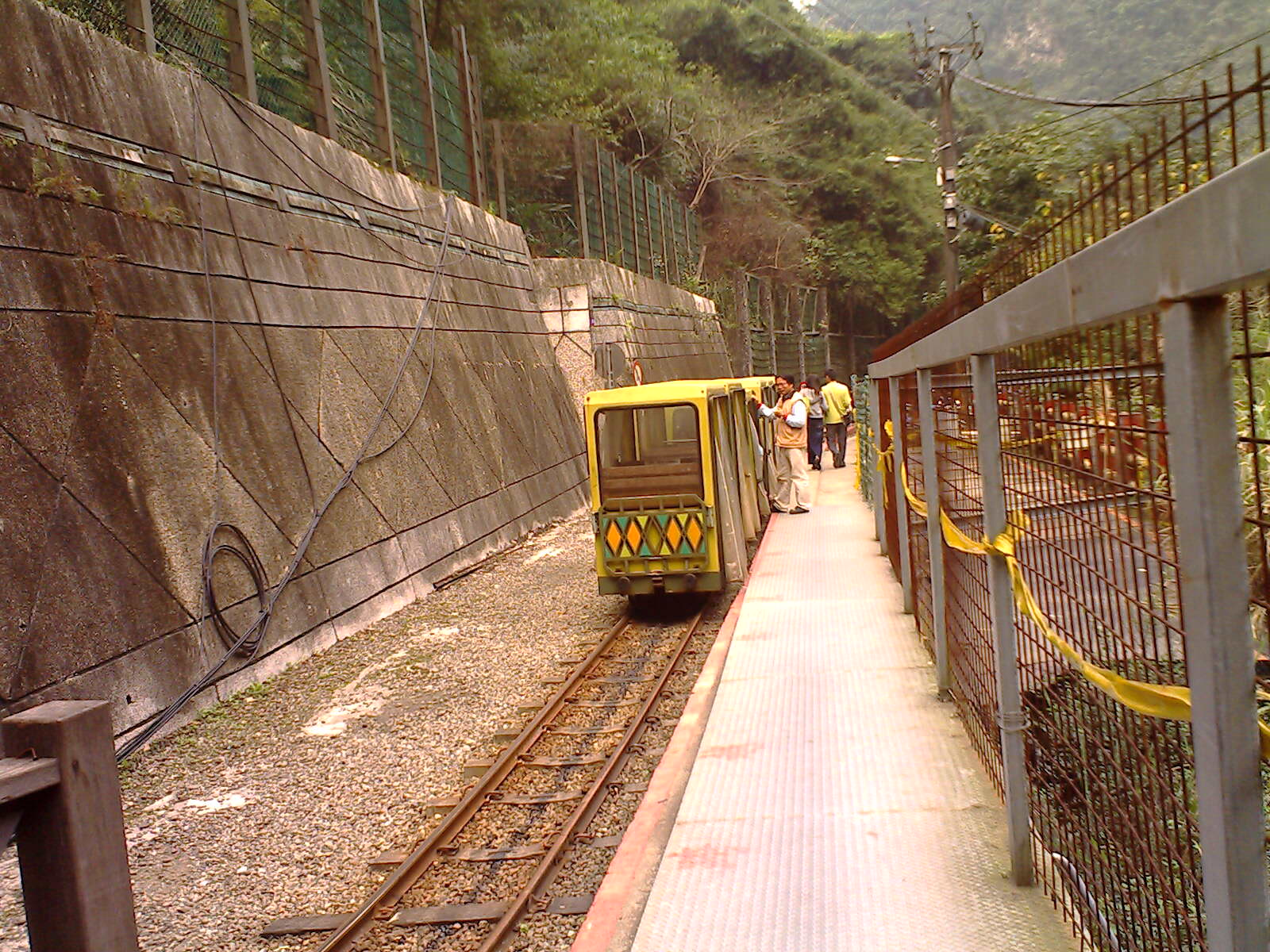
烏來觀光小台車
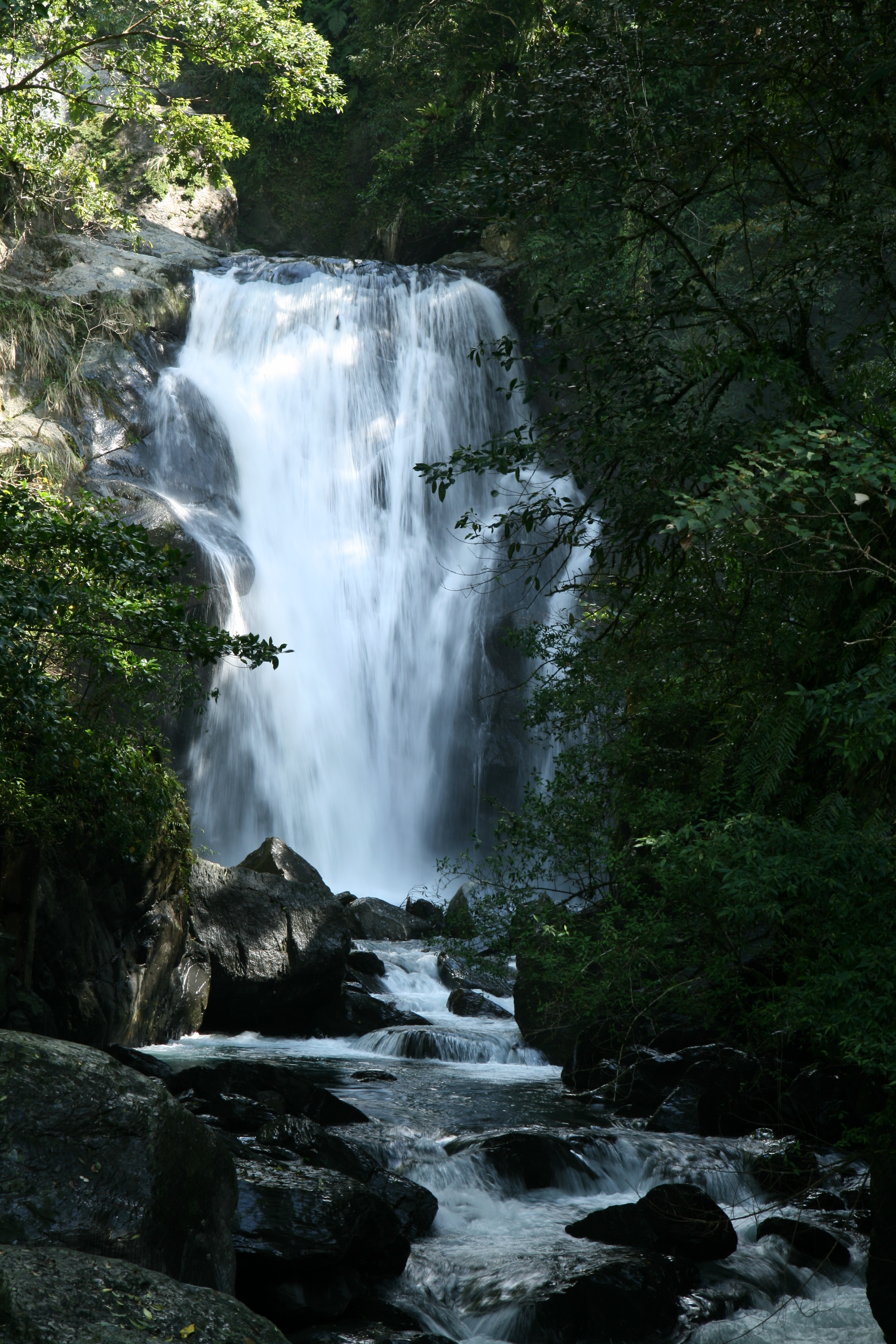
內洞瀑布
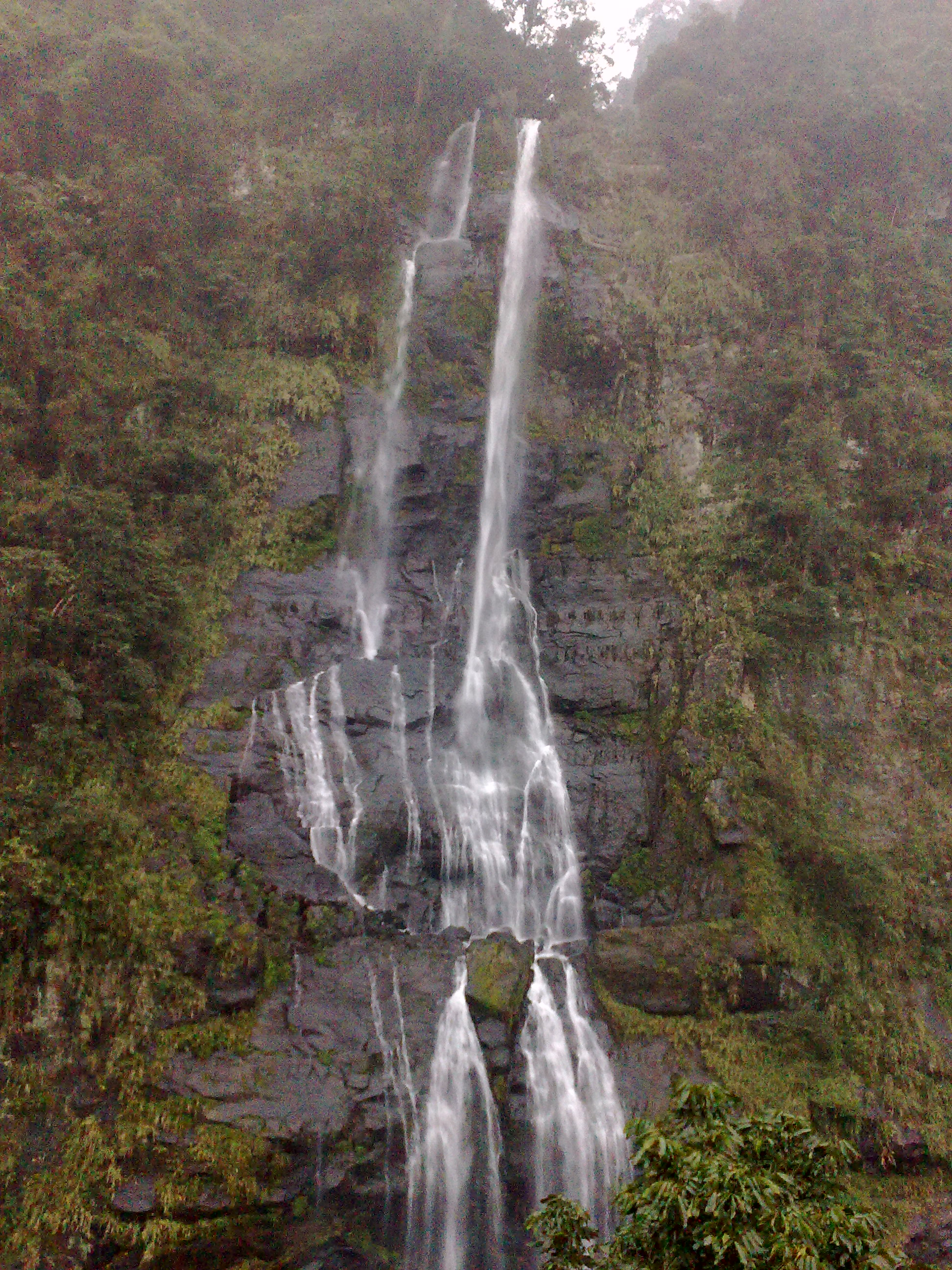
烏來瀑布
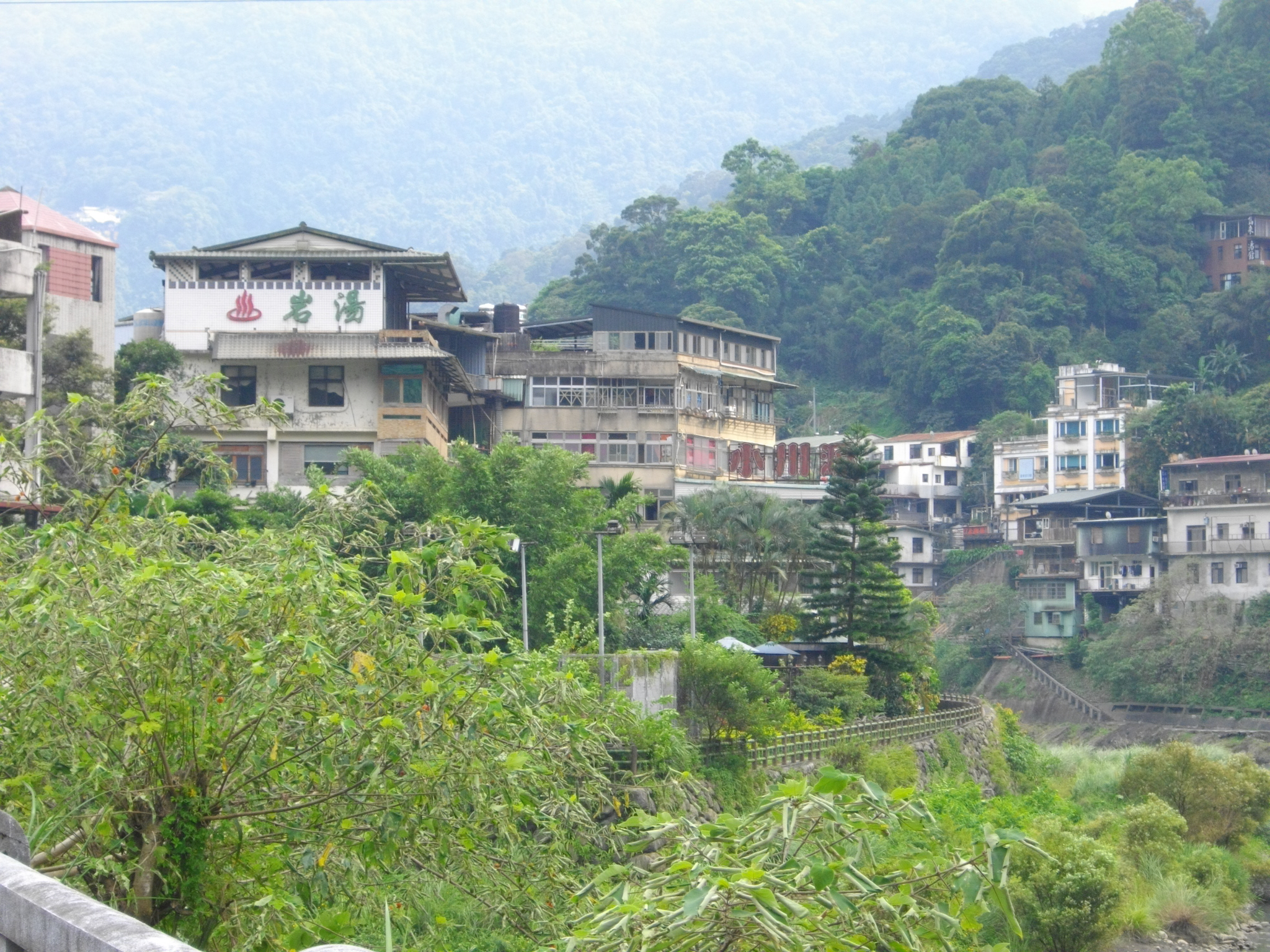
烏來溫泉區
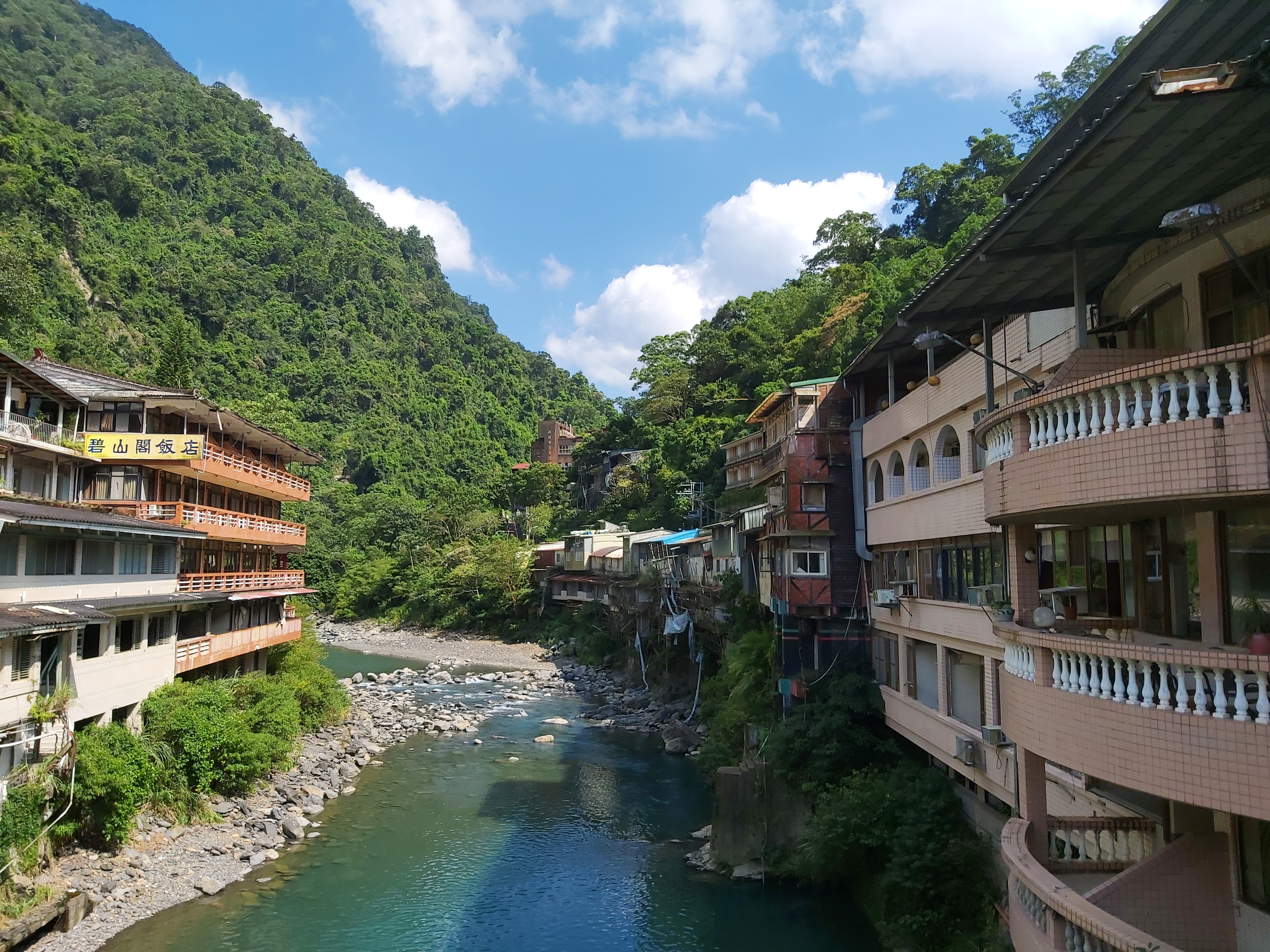
桶後溪
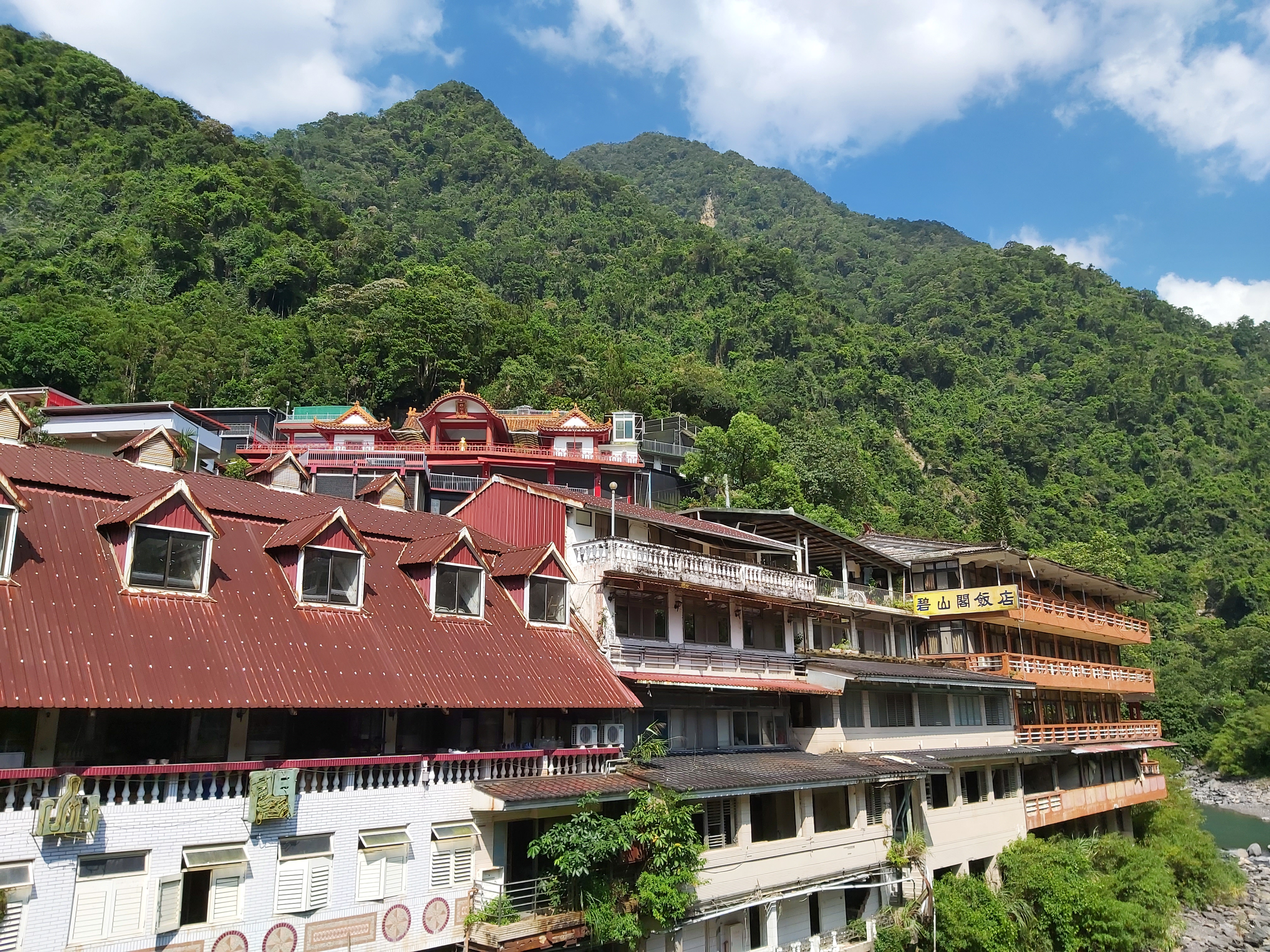
烏來妙心寺與碧山閣溫泉飯店
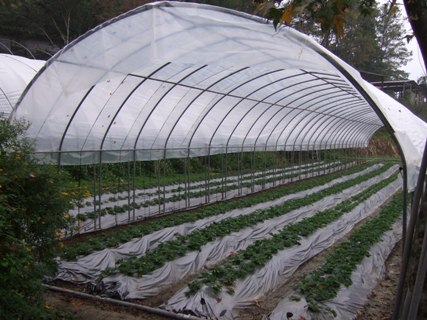
烏來生態農場草莓園
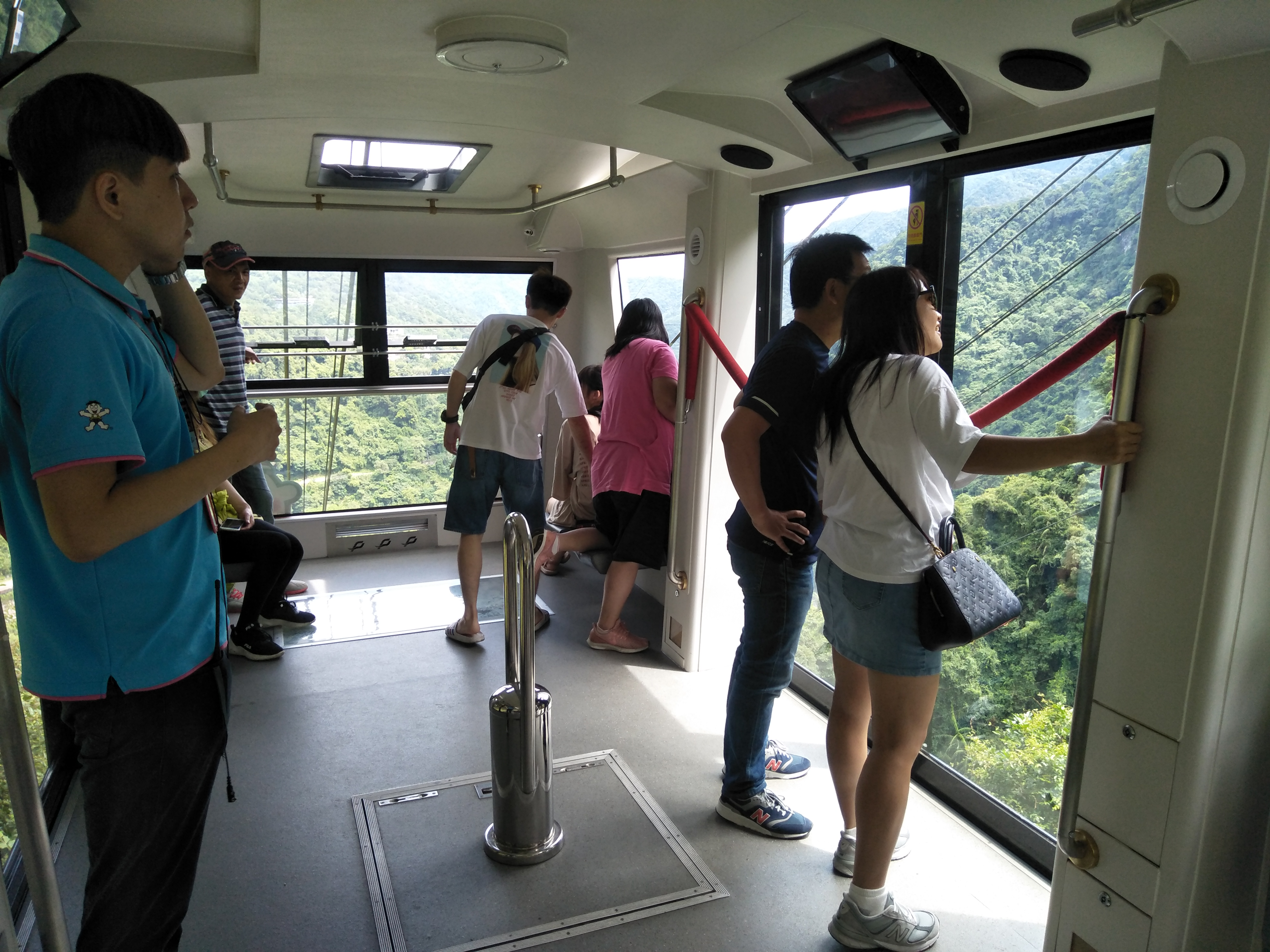
烏來雲仙樂園纜車內部
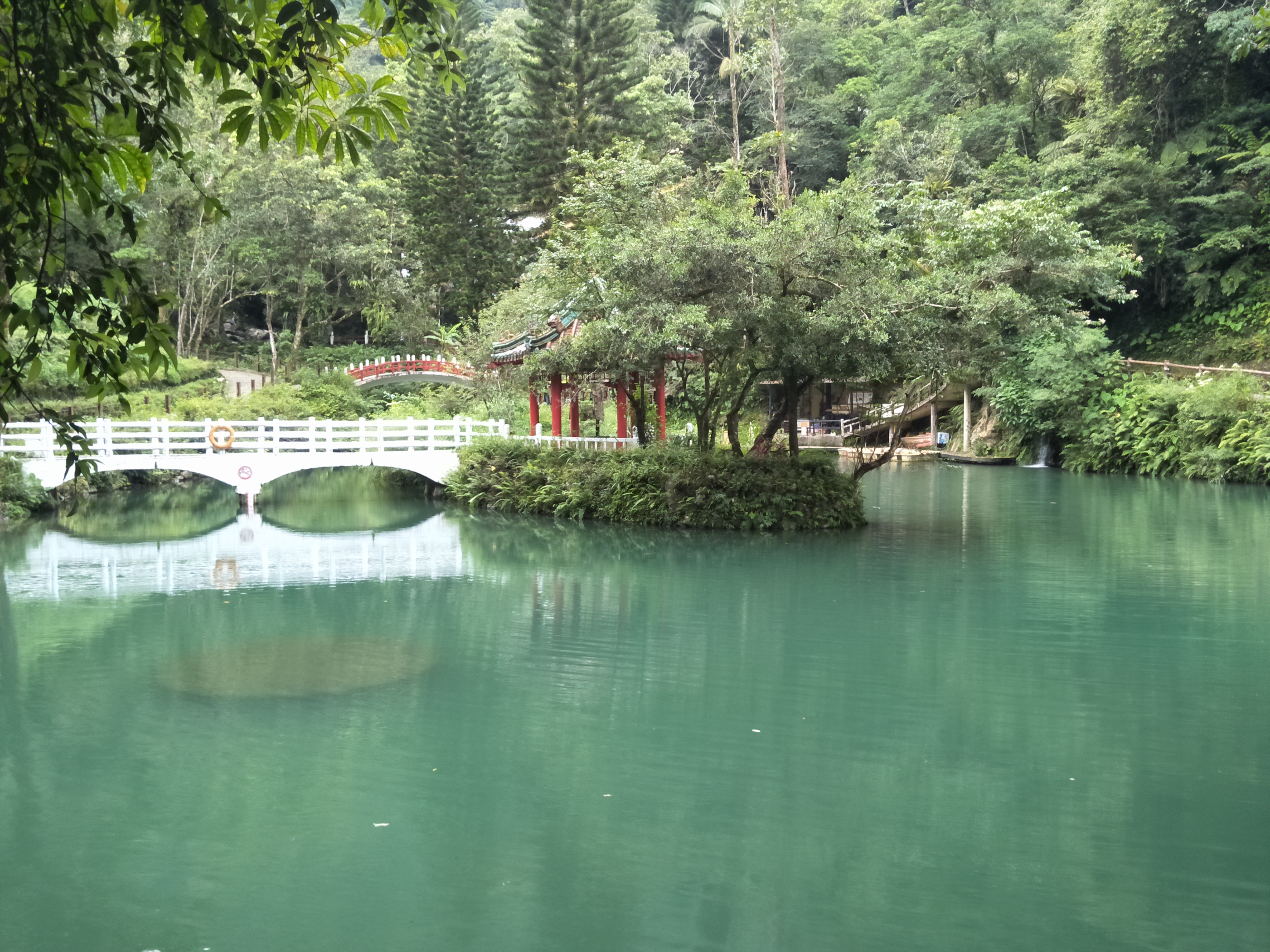
烏來雲仙樂園裡的划船湖

## 外部連結
- 烏來區公所 （页面存档备份，存于）
- 烏來區衛生所 （页面存档备份，存于）